# بين كاي
بين كاي (بالإنجليزية: Ben Kay)‏ هو لاعب اتحاد الرغبي بريطاني، ولد في 14 ديسمبر 1975 في ليفربول في المملكة المتحدة.

## وصلات خارجية
- بين كاي على موقع دوري الرغبي الممتاز (الإنجليزية)
- بين كاي عل موقع إسبنسكروم (الإنجليزية)